# Diocesi di Stettorio
La diocesi di Stettorio (in latino Dioecesis Stectorena) è una sede soppressa del patriarcato di Costantinopoli e una sede titolare della Chiesa cattolica.

## Storia
Stettorio, identificabile con le rovine nei pressi di Illemecit nell'odierna Turchia, è un'antica sede episcopale della provincia romana della Frigia Salutare nella diocesi civile di Asia. Faceva parte del patriarcato di Costantinopoli ed era suffraganea dell'arcidiocesi di Sinnada.
La diocesi è documentata nelle Notitiae Episcopatuum del patriarcato di Costantinopoli fino al XII secolo.
Quattro sono i vescovi documentati di questa diocesi. Al concilio di Calcedonia del 451 il metropolita Mariniano di Sinnada firmò gli atti al posto del vescovo assente, Elladio. Paolo era presente al concilio di Costantinopoli riunito nel 536 dal patriarca Mena e intervenne al secondo concilio di Costantinopoli nel 553. Giovanni era un semplice prete in rappresentanza della sede di Stettorio al secondo concilio di Nicea nel 787; durante il concilio ottenne il titolo di hypopsèphios, ossia di vescovo eletto. Germano (che alcuni autori chiamano Giorgio) prese parte al concilio di Costantinopoli dell'879-880 che riabilitò il patriarca Fozio di Costantinopoli. Le Quien distingue i due vescovi assegnando Germano al concilio di Costantinopoli dell'869-870 e Giorgio a quello dell'879-880.
Dal 1933 Stettorio è annoverata tra le sedi vescovili titolari della Chiesa cattolica; la sede è vacante dal 21 giugno 1966.

## Cronotassi

### Vescovi greci
- Elladio † (menzionato nel 451)
- Paolo † (prima del 536 - dopo il 553)
- Giovanni † (787 - ?)
- Germano ? † (menzionato nell'869)
- Germano (o Giorgio) † (menzionato nell'879)

### Vescovi titolari
- Owen McCann † (12 marzo 1950 - 11 gennaio 1951 nominato arcivescovo di Città del Capo)
- Pierre Marin Arntz, O.S.C. † (10 gennaio 1952 - 3 gennaio 1961 nominato vescovo di Bandung)
- Pierre-Auguste-Antoine-Marie Guichet, M.S.C. † (19 luglio 1961 - 21 giugno 1966 nominato vescovo di Tarawa)